# کلی آزبورن
کلی میشل لی آزبورن (به انگلیسی: Kelly Osbourne) (متولد ۲۷ اکتبر ۱۹۸۴) ,خواننده و بازیگر انگلیسی است. او دخترِ خواننده ی مشهور هوی متال آزی آزبورن است.
کلی به همراه خانواده‌اش در برنامه "The Osbournes" حضور یافت. برنامه "The Osbournes" در سال ۲۰۰۲ یک جایزه امی نصیب خانواده آزبورن کرد. کلی در مسابقه "رقص با ستارگان" هم شرکت کرده است جوایز امی ۲۰۰۲ برای برنامه واقع‌نمای برجسته. از دیگر افتخارات تلویزیونی او می‌توان به مجری‌گری برنامه «پلتفرم پروجکت» (۲۰۰۷–۲۰۰۸) اشاره کرد و پلیس مد (۲۰۱۰–۲۰۱۵)، در فصل نهم برنامه رقص با ستارگان (۲۰۰۹) به رقابت پرداخت و داور برنامه  باند پروژه: جونیور (۲۰۱۵–۲۰۱۷) و  استرالیاز گات تلنت  (۲۰۱۶) بود. او همچنین صداپیشگی نقش هیلدی گلوم را در سریال انیمیشنی هفت کوتوله از شبکه دیزنی اکس‌دی (۲۰۱۴–۲۰۱۶) بر عهده داشت بلک سبثآزبورن به عنوان خواننده، دو آلبوم استودیویی منتشر کرده است: خفه شو (۲۰۰۲) و خوابیده در هیچ (۲۰۰۵). در سال ۲۰۰۳، او با پدرش آزی (آزبورن) در تک آهنگ "تغییرات" همکاری کرد  جدول تک‌آهنگ‌های بریتانیا